# Quaestio
Le quaestiones erano esercitazioni scolastiche della filosofia medievale con le quali i professori testavano la preparazione degli studenti su problemi teologici o riguardanti le categorie del diritto romano.
Tali questioni, più che domande, erano un modo di procedere logicamente a partire da un'aporia o una contraddizione all'interno di un argomento. Secondo Bernhard Geyer, la quaestio era «la forma caratteristica in cui la Scolastica pensa ed espone ciò che pensa», trattandosi del «prodotto più caratteristico del pensiero medioevale».

## Metodo pedagogico
Strumento scolastico-dialettico, la quaestio veniva articolata in maniera tale da stimolare la discussione tra gli studenti che prendevano posizioni differenti. La quaestio poteva infatti essere definita come la dimostrazione per mezzo della ragione, in cui si risolvevano i contrasti relativi a testi di studio. Essa era inizialmente breve, ma successivamente le quaestiones crearono un vero e proprio genere letterario che si elaborava nelle questioni raccolte nelle Summae, composta da quattro parti essenziali che possono essere paragonate agli alunni che oggi chiedono dei chiarimenti ai professori.
Essa si avvaleva dell'uso della dialettica e divenne un metodo d'indagine e insegnamento nel campo della Teologia e della Filosofia, la parte più importante dell'insegnamento insieme alla lectio dei brani, in cui il maestro trasmetteva il sapere appreso.

## Svolgimento
Il professore presentava un casus (lectio), molto spesso preso direttamente dalla realtà, con il quale la classe si doveva cimentare dando fondo alle proprie conoscenze sul diritto romano. La quaestio si apriva con la presentazione della controversia, poi seguita dalle argomentazioni (disputatio) a favore dell'una o dell'altra parte.
Qui iniziava la fase dialettica, in cui gli studenti facevano le loro osservazioni basate sul diritto romano sotto la supervisione del professore (magister). Quest'ultimo presentava infine la solutio, ovvero la soluzione più giusta del caso, o almeno quella che riteneva tale.
In ogni caso, egli non si limitava a dare ragione o torto ai gruppi contrapposti di studenti, ma semmai delimitava l'ambito di validità delle tesi che entrambe le fazioni potevano ritenere valide in senso assoluto.

## Uso
Le quaestiones, di frequente, venivano raccolte in manuali che venivano usati da altri professori, ma anche da avvocati che in essi ricercavano soluzioni per i loro casi. Ne sono un esempio le Questiones disputatae de veritate.